# Lima (mollusque)
Pour les articles homonymes, voir Lima (homonymie).
Genre
Synonymes
- genre Austrolima Iredale, 1929[2]
- genre Fukama Kilburn, 1998[2]
- sous-genre Lima (Lima) Bruguière, 1797[2]
- genre Limaria Rafinesque, 1815[2]
- genre Mantellum Röding, 1798[2]
- genre Meotolima Oyama, 1943[2]
- genre Radula Mörch, 1853[2]

Lima est un genre de mollusques bivalves de la famille des Limidae. 
La coquille de ces espèces présente des côtes radiées bien visibles et parfois surmontées d'épines. La partie interne est rouge vif et des tentacules sortent de la coquille.

## Liste des espèces
Selon World Register of Marine Species (14 décembre 2018) :
- Lima becki C. A. Fleming, 1955 †
- Lima benthonimbifer Iredale, 1925
- Lima bullifera Deshayes in Maillard, 1863
- Lima caribaea d'Orbigny, 1853
- Lima carolina d'Orbigny, 1850 †
- Lima colorata Hutton, 1873 †
- Lima ctenara Chemnitz
- Lima disalvoi Raines, 2002
- Lima fujitai Oyama, 1943
- Lima jeffreysi Jefffreys, 1880
- Lima kimthachi Thach, 2016
- Lima lima (Linnaeus, 1758)
- Lima marioni Fischer, 1882
- Lima messura (Kilburn, 1998)
- Lima nakayasui Habe, 1987
- Lima nasca (Bernard, 1988)
- Lima natans Dufo, 1840
- Lima nimbifer Iredale, 1924
- Lima ogasawaraensis Habe, 1993
- Lima paleata Hutton, 1873 †
- Lima paucicostata G. B. Sowerby II, 1843
- Lima perfecta E. A. Smith, 1904
- Lima quantoensis Yokoyama, 1920
- Lima robini C. A. Fleming, 1950 †
- Lima sagamiensis Masahito, Kuroda & Habe in Kuroda, 1971
- Lima spectata (Iredale, 1929)
- Lima tahitensis E. A. Smith, 1885
- Lima tetrica Gould, 1851
- Lima tomlini Prashad, 1932
- Lima tropicalis (Iredale, 1939)
- Lima vasis Marwick, 1928 †
- Lima vulgaris (Link, 1807)
- Lima vulgatula Yokoyama, 1922
- Lima waipipiensis P. Marshall & R. Murdoch, 1919 †
- Lima watersi Marwick, 1926 †
- Lima zealandica G. B. Sowerby III, 1877
- Lima zushiensis Yokoyama, 1920